# Edward Green (anthropologue)
Pour les articles homonymes, voir Edward Green et Green.
Edward C. Green, né le 29 novembre 1944, est un anthropologue médical (Medical anthropologist) américain.
La plupart de ses travaux scientifiques, depuis la fin des années 1980, ont été consacrés au VIH/SIDA et aux maladies sexuellement transmissibles. Il est l’auteur de plus de 350 articles et contributions scientifiques.
Il a notamment été chercheur (Senior Research Scientist) au Département de santé publique de l’Université Harvard (Harvard School of Public Health) et a dirigé, de 2006 à 2010, le Projet de recherche pour la prévention contre le Sida (AIDS Prevention Research Project), au Centre de Harvard d’étude des populations et du développement (Harvard Center for Population and Development Studies).

## Carrière universitaire et dans des institutions publiques
Edward Green est diplômé de l'université George Washington (B.A., 1967, Anthropologie), université Northwestern (M.A., 1968, Anthropologie) et de l'université catholique d'Amérique (Ph.D., 1974, Anthropologie). Il a un titre de post doctorat à l'université Vanderbilt (1978-1979), et a été maître de conférence dans les universités du Kentucky et de la Virginie-Occidentale. Il a donné des cours de santé publique et d’anthropologie à l'université de Boston et de l'université George Washington en 1988-1989.
Il a travaillé plus de 35 ans dans le développement international (conception de projets, implantation et évaluation, opérations de recherche, organisation sociale, travail sur le comportement et la communication, éducation à la santé…). Ses champs d’investigation et de compétence incluent les maladies sexuellement transmissibles, dont le [Vih/Sida], le planning familial, les soins de première nécessité, la santé de la mère et de l’enfant, les enfants victimes de la guerre, la malnutrition enfantine, l’hygiène et la qualité de l’eau, la santé des minorités aux États-Unis, les problèmes de santé liés à l’environnement, la biodiversité et la préservation de l’environnement et les programmes de lutte contre le cancer.
Depuis 1981, il a exercé comme chercheur, directeur de projets et consultant dans de nombreux pays. Ses recherches ont eu lieu majoritairement en Afrique, mais aussi en Asie, en Amérique latine, aux Caraïbes, au Moyen orient et en Europe de l’Est. Il a exercé une fonction de consultant en santé publique pour les gouvernements du Mozambique et du Swaziland.
À partir de 2002, il a poursuivi ces projets de recherche en tant que Senior Research Scientist à la Harvard University's School of Public Health (Université Harvard). De 2006 à 2010, il est nommé directeur du Projet de recherche pour la prévention contre le Sida (AIDS Prevention Research Project), au Centre de Harvard d’étude des populations et du développement (Harvard Center for Population and Development Studies).
Il a été nommé membre, de 2003 à 2007, d’une commission consultative sur le VIH/SIDA, au service du Gouvernement des États-Unis (Presidential Advisory Council on HIV/AIDS). Il a participé, de 2003 à 2006, au bureau de recherche et de conseil sur le VIH/SIDA (Office of AIDS Research Advisory Council) des instituts nationaux américains de la santé (National Institutes of Health). Il participe également à la commission de AIDS.org.
Dès 2010, il est directeur du New Paradigm Research Fund, à Washington. Cet institut est spécialisé dans la lutte contre le sida et d'autres maladies, essentiellement en Afrique. Il s'appuie sur la connaissance des communautés locales et leur capacité à développer des comportements et programme efficaces contre les épidémies, en puisant dans leurs ressources propres. Il s'agit d'aider les populations en respectant leur culture et leur sens des responsabilités, sans tomber dans une forme d'assistance extérieure dont ils pourraient devenir dépendants. Il est aussi professeur d'Anthropologie à l'Université de Floride,. Il est également actif depuis 2011 au Departement of Population and Reproductive Health de Baltimore.
Il est l’auteur de 8 livres et plus de 350 articles scientifiques, chapitres de livres et rapports de commission, beaucoup de ces publications étant écrites en collaboration avec d’autres chercheurs.

## Principaux champs de recherche

### Recherche sur les médecines indigènes
Green est un pionnier dans la recherche sur les médecines indigènes et les programmes de santé publique qui impliquent une collaboration entre guérisseurs traditionnels africains et personnel scientifique. Il a dirigé de tels programmes en Mozambique, au Swaziland, en Afrique du Sud et au Nigéria.
Pour sa thèse de recherche en ethnographie, Green a vécu deux ans avec les Matawai du Suriname, en 1971-1973. Ceux-ci descendaient d’esclaves africains qui, deux siècles auparavant, avaient réussi à s'enfuir et s’étaient réfugiés dans la forêt amazonienne. Son sujet de recherche concernait l’impact des institutions et valeurs occidentales sur l’organisation sociale des indigènes et sur leurs croyances magiques et religieuses.
Il a étudié les rôles et comportements médicinaux traditionnels en Afrique ainsi que les connaissances et croyances qui sous-tendent ces comportements. Il a rédigé plusieurs livres sur ce domaine d’étude : Practicing Development Anthropology (1986), AIDS And STDs in Africa: Bridging the Gap Between Traditional Healing and Modern Medicine (1994), Indigenous Theories of Contagious Disease (1999).

### Recherche sur la prévention épidémiologique du VIH/SIDA
Dans son livre Rethinking AIDS Prevention: Learning from Successes in Developing Countries (2003) (Repenser la prévention du [VIH/SIDA] sur base des succès obtenus dans les pays en voie de développement), Green met en cause la vision généralement admise sur la prévention du VIH/SIDA. Il est sceptique sur les stratégies de prévention basées prioritairement sur la distribution de préservatifs et les tests VIH. Pour Green, des preuves épidémiologiques montrent que c’est avant tout la limitation du nombre de partenaires sexuels qui est essentiellement responsable de la chute de deux tiers du taux de prévalance du VIH/SIDA en Ouganda entre 1992 et 2003. Il observe, dans d’autres pays, la même relation entre les stratégies volontaires de changements dans le comportement sexuel et le succès de la lutte contre le VIH/SIDA.
Green résume, dans ce livre, sa thèse comme suit : 
« Les solutions médicales majoritaires et disposant des subventions les plus importantes ont eu une influence modérée en Afrique, le continent le plus touché par l’épidémie du SIDA. Par contre, des programmes relativement simples et peu coûteux axés sur les changements de comportements (accent mis sur la monogamie et le report du début des relations sexuelles chez les populations jeunes) ont permis de faire de grands progrès dans la lutte contre la généralisation de l'épidémie. Les Ougandais ont mis à l’épreuve ces stratégies d’interventions, simples et réalistes, et ont obtenu des résultats considérables ».
De nombreux articles, écrits en collaboration avec d’autres chercheurs, ont depuis amené Green à confirmer et affiner cette analyse. Un de ses derniers livres, écrit en collaboration avec Allison Herling Ruark, a pour titre Le sida, les modes de comportement et la culture (AIDS, Behavior, and Culture).

## Controverse sur les propos du papeBenoît XVI
Dans un éditorial, publié le 29 mars 2009 dans le Washington Post, Green a apporté un éclairage favorable aux propos du pape Benoît XVI sur l’épidémie du VIH/SIDA en Afrique. Dans l’avion qui le menait au Cameroun, Benoît XVI a déclaré : « Je dirais qu’on ne peut pas vaincre ce problème du sida uniquement avec de l’argent, qui est nécessaire. S’il n’y a pas l’âme, si les Africains ne s’aident pas, on ne peut le résoudre en distribuant des préservatifs. Au contraire, ils augmentent le problème»
Dans cet éditorial intitulé « Le Pape a peut-être raison », Green estime que le préservatif, en tant que moyen de prévention prioritaire contre le VIH/SIDA en Afrique sub-saharienne, n’a pas montré une efficacité suffisante. S’il considère que tous devraient avoir accès aux préservatifs, il voit surtout en ceux-ci une stratégie de soutien pour ceux qui ne peuvent avoir une relation fidèle. La mise a disposition de préservatifs a ainsi montré son efficacité dans les populations à risques comme par exemple les personnes ayant des relations sexuelles dans les milieux de la prostitution. Mais dans la population générale, la promotion massive du préservatif n’a pas eu, en Afrique, les résultats escomptés. D'après Green, l’une des raisons en est le phénomène de compensation du risque : «C’est-à-dire que lorsque les gens pensent qu’ils sont protégés en utilisant au moins occasionnellement le préservatif, il s’avère qu’ils adoptent alors une conduite plus risquée sur le plan sexuel».
Selon Green, «un autre facteur d’explication est que les gens utilisent rarement le préservatif lorsqu’ils ont une relation stable car en utiliser reviendrait à manifester un manque de confiance. Pourtant, ce sont ces relations régulières qui provoquent les pires épidémies en Afrique. (…) On trouve en proportions significatives dans les populations africaines, des gens ayant simultanément deux partenaires sexuels réguliers ou plus. L’existence de ces rapports sexuels multiples et concomitants ressemble à un invisible filet géant de relations par lequel se propagent le HIV et le SIDA. Une étude menée au Malawi a démontré que, même si le nombre moyen de partenaires sexuels n’était que légèrement supérieur à deux, les 2/3 au moins de cette population se trouvaient reliés par ces réseaux de relations simultanées. Mais alors, qu’est-ce qui a fonctionné en Afrique ? Les stratégies qui brisent ces réseaux sexuels multiples et concomitants. Ou, dit en langage usuel, la monogamie avec fidélité mutuelle, ou au moins la réduction du nombre de partenaires en évitant les partenaires simultanés. Une polygamie « en cercle fermé » ou fidèle fonctionne également».
Green a par la suite étayé et précisé ses propos à plusieurs reprises (Interview à la BBC, article intitulé Was the Pape wrong ?, dans la revue scientifique The Lancet).

## Source
- (en) Cet article est partiellement ou en totalité issu de l’article de Wikipédia en anglais intitulé « Edward C. Green » (voir la liste des auteurs).